# U-Bahnhof Augsburger Straße

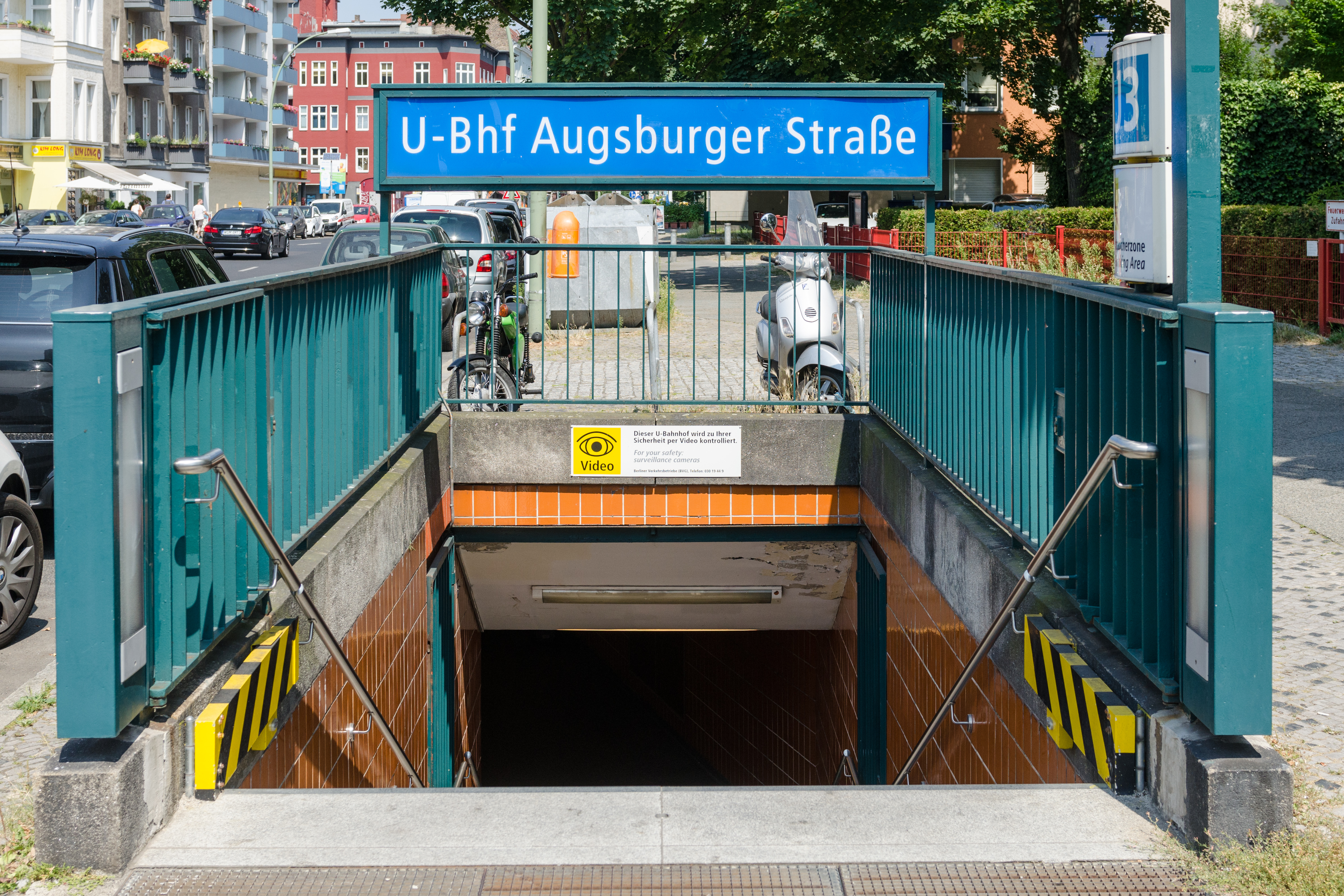
Südöstlicher Eingang an der Kreuzung Lietzenburger/Nürnberger Straße (Richtung Wittenbergplatz), unmittelbar neben diesem Eingang ist seit dem 16. Dezember 2022 ein Aufzug in Betrieb

Der U-Bahnhof Augsburger Straße ist ein am 8. Mai 1961 eröffneter Bahnhof der U-Bahn-Linie U3 im Berliner Ortsteil Charlottenburg des Bezirks Charlottenburg-Wilmersdorf. Er befindet sich unter der Nürnberger Straße an der Kreuzung mit der Augsburger Straße. Im Bahnhofsverzeichnis der BVG trägt der Bahnhof die Bezeichnung Au. Am 16. Dezember 2022 ging der erste Aufzug in Fahrtrichtung Warschauer Straße in Betrieb. Der Aufzug in Fahrtrichtung Krumme Lanke ging am 28. September 2023 in Betrieb. Damit ist der Bahnhof barrierefrei zugänglich, beide Aufzüge befinden sich am Südende des Bahnsteigs. Er ist 491 Meter vom U-Bahnhof Spichernstraße und 615 Meter vom U-Bahnhof Wittenbergplatz entfernt.
Zugänge liegen in der Nürnberger Straße, der Eislebener Straße sowie zwei in der namensgebenden Augsburger Straße. Sie befinden sich jeweils an beiden Enden der zwei Seitenbahnsteige.

## Geschichte

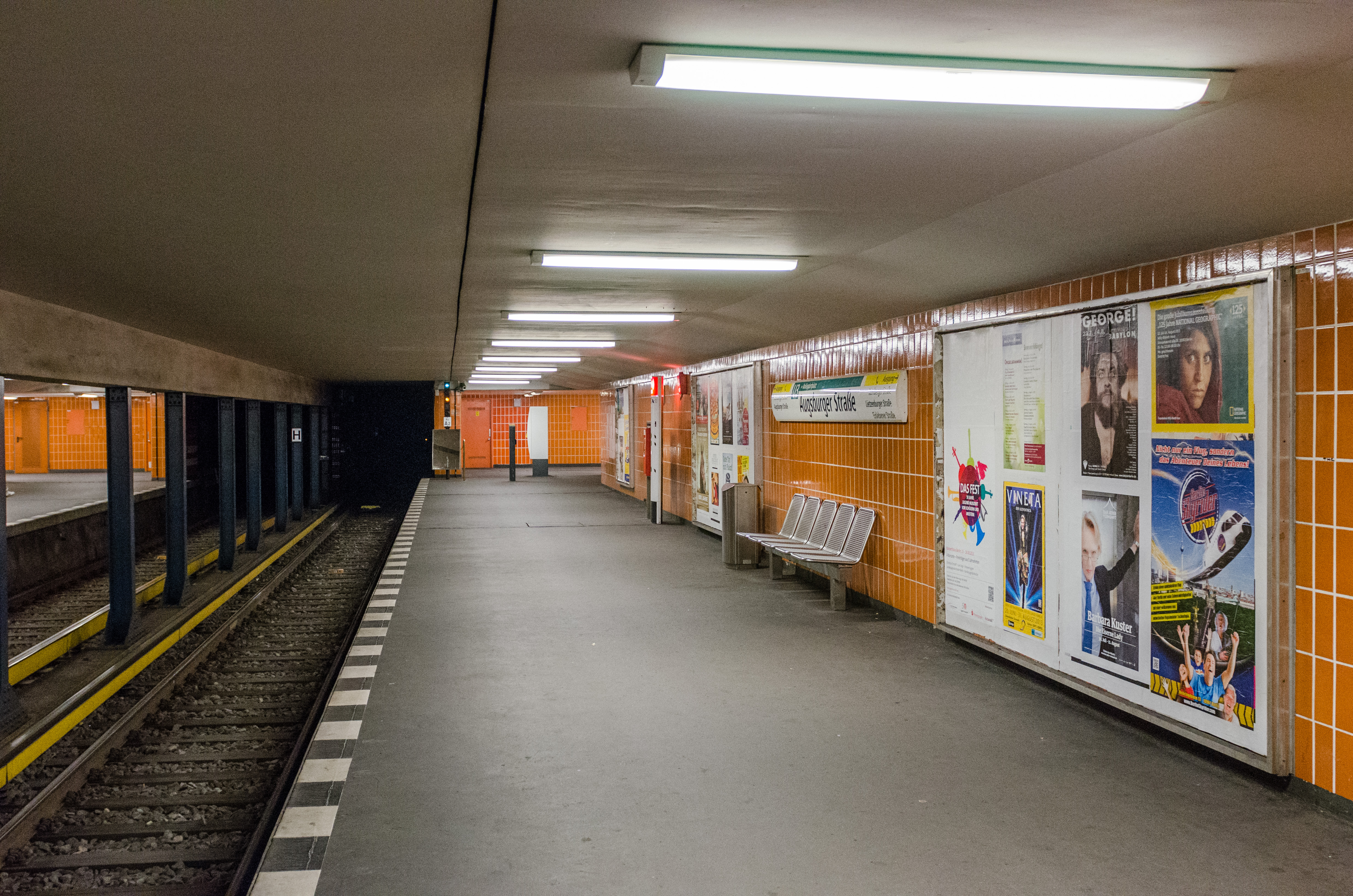
Bahnsteig Richtung Wittenbergplatz, Blickrichtung Norden (vor der Sanierung)

Der Bahnhof wurde 1960/1961 als Ersatz für den U-Bahnhof Nürnberger Platz erbaut, da dieser sehr nahe am neuerrichteten U-Bahnhof Spichernstraße gelegen war und deswegen geschlossen wurde. Die Wände der Seitenbahnsteige und jene der Treppenzugänge sind mit orangefarbenen Fliesen verkleidet; außerdem wurden ein Tunnel unter den Gleisen zum Wechsel des Bahnsteigs erbaut. An der Stelle des Bahnhofs Nürnberger Platz wurde eine Kehranlage errichtet.

## Anbindung
| Linie | Verlauf |
| ----- | --- |
|       | Warschauer Straße – Schlesisches Tor – Görlitzer Bahnhof – Kottbusser Tor – Prinzenstraße – Hallesches Tor – Möckernbrücke – Gleisdreieck – Kurfürstenstraße – Nollendorfplatz – Wittenbergplatz – Augsburger Straße – Spichernstraße – Hohenzollernplatz – Fehrbelliner Platz – Heidelberger Platz – Rüdesheimer Platz – Breitenbachplatz – Podbielskiallee – Dahlem-Dorf – Freie Universität (Thielplatz) – Oskar-Helene-Heim – Onkel Toms Hütte – Krumme Lanke |

Am U-Bahnhof bestehen keine direkten Umsteigemöglichkeiten zu anderen Linien des Berliner Nahverkehrs.